# Feketefejű hantmadár
A feketefejű hantmadár (Oenanthe albonigra vagy Oenanthe alboniger) a madarak osztályának a verébalakúak (Passeriformes) rendjéhez és a  légykapófélék (Muscicapidae) családjához tartozó faj.

## Előfordulása
Afganisztán,  az Egyesült Arab Emírségek, India, Irán, Irak, Omán és Pakisztán területén honos. Kóborlóként feltűnik Bahreinben, Kuvaitban és Katarban is. A természetes élőhelye forró sivatagok, szubtrópusi vagy trópusi száraz erdők, szubtrópusi vagy trópusi síkvidéki száraz cserjések.

## Megjelenése
Feje és háti része fekete, hasi része fehér.